# فاولر تومسون
فاولر تومسون (بالإنجليزية: Fuller Thompson)‏ هو لاعب كرة قاعدة أمريكي، ولد في 1 يونيو 1889 في لوس أنجلوس في الولايات المتحدة، وتوفي بنفس المكان في 19 فبراير 1972.

## وصلات خارجية
- فاولر تومسون على موقعبيزبول رفرنس.كوم (الدوري الرئيسي) (الإنجليزية)
- فاولر تومسون على موقعبيزبول رفرنس.كوم (الدوري الثانوي) (الإنجليزية)